# Methyldiethanolamin
Methyldiethanolamin (zkráceně MDEA) je organická sloučenina se vzorcem CH3N(C2H4OH)2. Jedná se o bezbarvou kapalinu se zápachem podobným amoniaku, mísitelnou s vodou, ethanolem a benzenem. Používá se při rafinaci ropy a výrobě syntézního a zemního plynu.
K podobným sloučeninám patří monoethanolamin (MEA) a diethanolamin (DEA), které se, stejně jako MDEA, používají k čištění směsí plynů, zejména k odstraňování H2S a CO2.
Methyldiethanolamin má při těchto činnostech oproti ostatním aminoalkoholům několik výhod, jako jsou odolnost vůči tepelnému a chemickému rozkladu, nemísitelnost s většinou uhlovodíků a malé reakční teplo při reakcích s oxidem uhličitým a sulfanem.

## Vlastnosti
MDEA oproti jiným aminoalkoholům pomaleji reaguje s CO2, ovšem i tak je schopen pohltit téměř 1 mol CO2 na mol aminu. K jeho regeneraci také stačí méně energie. Za účelem spojení výhod MDEA a nižších aminů se často míchá s látkami jako jsou piperazin nebo reaktivní aminy (například monoethanolamin), čímž se zachovává reaktivita, ovšem dochází ke snížení nákladů na regeneraci. Piperazin funguje jako katalyzátor urychlující reakci s CO2. Bylo provedeno několik srovnání reaktivity směsí MDEA+MEA a MDEA+piperazin s reaktivitou samotných aminů. Při stejném přívodu tepla a celkové molární koncentraci byla reakce s CO2 rychlejší u MEA; byl také zjištěn vznik významných množství vedlejších produktů.

### Rozklad
Produkty rozkladu methyldiethanolaminu jsou monoethanolamin (MEA), methylaminoethanol (MAE), diethanolamin (DEA), aminokyseliny bicin, glycin a hydroxyethylsarkosin, formylamidy MAE a DEA, amoniak a stabilní soli mravenčany, glykoláty, octany a šťavelany. Zvyšování reakční teploty a rychlosti přidávání CO2 vede k urychlení rozkladu, snížení zásaditosti a tvorby mravenčanů. MDEA je vůči tomuto rozkladu odolnější než MEA, a tak se více rozkládá ve směsi MDEA+MEA.
Jelikož dochází ke vzniku DEA a MAE, které mohou tvořit nitrososloučeniny, diethylnitrosaminy a nebo diethylnitrain, tak může mít použití směsi nepříznivý vliv na atmosféru.

## Výroba
Methyldiethanolamin se vyrábí ethoxylací methylaminu pomocí ethylenoxidu:
CH3NH2 + 2 C2H4O → CH3N(C2H4OH)2
Lze také použít hydroxymethylaci diethanolaminu a následnou hydrogenolýzu.